# موسی بن یوشع
موسی بن یوشع یا موسی ناربونی یا ماسترو ویدال بلسوم فیلسوف و پزشک یهودی کاتالونیایی قرون وسطا بود.
وی در پرپینیان در خانواده‌ای زاده شد که نخست در ناربون می‌زیست. او پس از یک دوره تحصیلات یهودی سنتی به همراه مطالعه فلسفه و طب؛ پزشک گرید و کتابی در پزشکی نوشت که به نام راه زندگی مشهور شد. در آن کتاب، نسخه‌ها و دارویی‌های زیادی را چنان‌چه می‌دانست، توصیف کرد. در سال ۱۳۴۴ از پریپینیان خارج شد و در چند شهر اسپانیایی از جمله سرورا، بارسلون، تولدو و برگوس ساکن شد. در سال ۱۳۵۵ نوشتن کتاب شرحی بر کتاب دلالةالحائرین خود را آغاز کرد؛ این اثر در سال ۱۳۶۲ در سوریا به پایان رسید و وی پس از نگارش آن درگذشت.
آثار موسی بن یوشع، شامل مطالعاتی در مورد ابن‌میمون، تفاسیری بر رساله‌های ابن‌رشد، تفسیری بر تهافت‌الفلاسفه و مقاصدالفلاسفه نوشته امام محمد غزالی، تفسیری بر حی بن یقظان نوشته ابن‌طفیل، تفسیری بر کتاب قانون نوشته ابن‌سینا، تفسیری بر ارغنون نوشته ارسطو و تفسیری بر کتاب مراثی است.
به علاوه، سه اثر کوچک، یعنی رساله‌ای در باب اندازه قامت الهی، رساله‌ای در جبر و اختیار و فصول موسی دربردارنده دیدگاه‌های فلسفی اوست. ناربونی در رساله اول به دانش خدا و آگاهی او از آفریدگانش و آگاهی آن‌ها به او می‌پردازد. او در این کتاب بر اساس تفسیر ابراهیم بن عزرا بر سفر خروج و نیز بر اساس کتاب مقدس و نوشته‌های خاخامها سخن گفته‌است. بن‌یوشع در کتاب فصول موسی به شرح و بسط نظریه قدم عالم پرداخته و مشکلات ناشی از آشکار کردن این نظریه برای عوام را مورد تأکید قرار داده‌است؛ وی در این کتاب هم‌چنین موضوع مشیت الهی را مورد بحث قرار داده، در این زمینه دیدگاه ابن‌طیبون را بیان کرده‌است.